# Ejnar Jørgensen
Ejnar Jørgensen (20. marts 1898, død 1969)var en dansk nazist, som var medstifter af DNSAP.

## Tidlig karriere
Købmand Ejnar Jørgensen var en af den danske nazismes pionerer. Han var frivillig i den estiske frihedskamp fra 1919 til 1920. Den 16. november 1930 medvirkede han til stiftelsen af DNSAP. Han deltog aktivt ved førerkuppet i 1933 på Frits Clausens side og forblev hans tro væbner indtil bruddet mellem de to i 1943, selv om familien Brylds indtræden i ledelsen af DNSAP løbende gav problemer.

## Tiden i DNSAP
Ejnar Jørgensen var en af de mest aktive nazister i DNSAP. Han fik flere tillidsposter end nogen anden. Fra 1933 var han medlem af partirådet og distriktsleder for Sjælland. Den sidste post gjorde ham i løbet af 1930'erne til en slags fører for DNSAP's medlemmer på Sjælland. Fra 1935 var han medlem af partistaben og fra 1936 sysselleder for Vestre Syssel. Han opstillede til folketinget i 1932, 1935, 1939 og 1943. Fra 1. februar 1941 til 29. april 1944 var han leder af Storrådet, sysselleder for Syssel Tyskland fra 1. juni 1942 til april 1943, stabsleder i DNSAP juni 1943 og sluttelig kolonnefører i SA.
Som SA-mand var han arkitekten bag nogle af DNSAP's konfrontationer med ordensmagten i 1940. Den 9. april 1940 forsøgte han at besætte Christiansborg, dog uden held. Han deltog i Roskildeslaget og i Spadeslaget ved Haderslev.
I efteråret 1942 rejste han som Untersturmführer med Frikorps Danmark til fronten. Han var netop den 3. august 1942 blevet idømt tre måneders fængsel for overtrædelse af mødeforbuddet. Efter hjemkomsten blev han benådet ved tysk indgriben. Ved sin hjemkomst blev han i marts 1943 valgt til Folketinget, og senere fra 8. februar 1944 var han rådgiver for Frits Clausens stedfortræder, Theophilius Larsen.
Den 20. maj 1944 blev Jørgensen udstødt af DNSAP efter gentagne gange at have forbrudt sig mod partiets vedtægter. Siden marts 1944 havde han ved flere møder agiteret kraftigt mod partiets ledelse, som han fandt uværdig til opgaven. Med sig tog han store dele af DNSAP's medlemmer på Sjælland, og DNSAP blev herefter svækket alvorligt. Den 7. august 1944 gik Ejnar Jørgensen og hans store følge ind i "Dansk National Samling".
I efteråret 1943 var Ejnar Jørgensen på foredragsturne med Knud Børge Martinsen fra Schalburgkorpset. Ejnar Jørgensen så i Schalburgkorpset nogle muligheder for at samle dansk nazisme, men disse forhåbninger forsvandt. Det var derfor en skuffet Ejnar Jørgensen, der den 15. marts 1945 vendte tilbage til DNSAP, da "Dansk National Samling" blev underlagt DNSAP.
Den 7. april 1945 blev han udsat for et likvideringsforsøg af medlemmer af BOPA. Han skød og dræbte imidlertid en af modstandsfolkene, Sven Jørgensen, og slap levende fra det.

## Efter befrielsen
Efter befrielsen blev han arresteret og fængslet. Ved Københavns Byret blev han den 27. marts 1947 idømt fem års fængsel. Den 5. juni 1948 blev dommen ændret til 10 års fængsel ved Østre Landsret. Den 11. marts 1949 blev han ved Højesteret idømt otte års fængsel.